# Ytu angra
Ytu angra is een keversoort uit de familie Torridincolidae. De wetenschappelijke naam van de soort is voor het eerst geldig gepubliceerd in 1977 door Reichardt & Vanin.